# Dimovo
Dimovo (búlgaro: Димово) é uma cidade da Bulgária, localizada no distrito de Vidin. A sua população era de 1,211 habitantes segundo o censo de 2010.

## População
| Dimovo | Dimovo | Dimovo | Dimovo | Dimovo | Dimovo | Dimovo | Dimovo | Dimovo | Dimovo | Dimovo | Dimovo | Dimovo | Dimovo | Dimovo | Dimovo | Dimovo | Dimovo | Dimovo | Dimovo |
| --- | ------ | ------ | ------ | ------ | ------ | ------ | ------ | ------ | ------ | ------ | ------ | ------ | ------ | ------ | ------ | ------ | ------ | ------ | ------ |
| Ano | 1887   | 1910   | 1934   | 1946   | 1956   | 1965   | 1975   | 1985   | 1992   | 2001   | 2002   | 2003   | 2004   | 2005   | 2006   | 2007   | 2008   | 2009   | 2010   |
| População |        |        |        | …      | …      | 2,334  | 2,462  | 2,072  | 1,653  | 1,506  | 1,482  | 1,441  | 1,433  | 1,409  | 1,377  | 1,332  | 1,301  | 1,264  | 1,211  |
| Fontes: Instituto Nacional de Estatísticas, „citypopulation.de“, „pop-stat.mashke.org“, Bulgarian Academy of Sciences |        |        |        |        |        |        |        |        |        |        |        |        |        |        |        |        |        |        |        |